# Tərtəri járás
A Tərtəri járás (azeri nyelven:Tərtər rayonu) Azerbajdzsán egyik járása. Székhelye Tərtər.

A Tərtəri járás elhelyezkedése Azerbajdzsánban

A vitatott státusú Hegyi-Karabahban található.

## Népesség
- 1999-ben 92 201 lakosa volt, melyből 68 871 azeri, 23 056 örmény, 154 orosz és ukrán, 77 kurd, 15 török, 12 tatár,7 lezg, 2 grúz.
- 2009-ben 97 270 lakosa volt, melyből 74 130 azeri, 23 051 örmény, 52 orosz, 27 kurd, 4 ukrán, 3 tatár, 3 egyéb.